# Louis Eugène Félix Néel
Louis Eugène Félix Néel (Lyon, 22 de novembro de 1904 — Brive-la-Gaillarde, 17 de novembro de 2000) foi um físico francês.
Recebeu o Nobel de Física de 1970, por trabalhos fundamentais e descobertas referentes ao ferromagnetismo e antiferromagnetismo e suas aplicações na física do estado sólido.